# ديفون كيرشاو
ديفون كيرشاو هو متزحلق كندي، ولد في 20 ديسمبر 1982 في غريتر سودبوري في كندا.

## وصلات خارجية
- ديفون كيرشاو على موقع الاتحاد الدولي للتزلج (التزلج الريفي) (الإنجليزية)
- ديفون كيرشاو على موقع اللجنة الأولمبية الدولية (الإنجليزية)
- ديفون كيرشاو على موقع أوليمبيديا (الإنجليزية)
- ديفون كيرشاو على موقع اللجنة الأولمبية الكندية (الإنجليزية)